# Petru Fabian
Petru Fabian (n. 20 octombrie, 1867, Comuna Bârsana, Maramureș, județul Maramureș – d. 4 aprilie 1924, Gherla) a fost un deputat în Marea Adunare Națională de la Alba Iulia, organismul legislativ reprezentativ al „tuturor românilor din Transilvania, Banat și Țara Ungurească”, cel care a adoptat hotărârea privind Unirea Transilvaniei cu România, la 1 decembrie 1918.:p. 77

## Biografie
Petru Fabian a urmat clasele primare la școala tatălui său, a continuat studiile la Sighet, unde a făcut și liceul reformat, obținând diploma de Bacalaureat cu rezultate foarte bune în anul 1885. După 1885, a urmat studiile teologice superioare la Seminarul central din Budapesta, la Facultatea de Teologie de pe lângă Universitatea din Budapesta. În 1889 a fost numit profesor de teologie la Seminarul domestic al catedrei de studiu biblic. Din 1896 a fost doctor în teologie și a primit noi funcții, printre care: consilier la Tribunalul matrimonial, membru la Examinatorul prosinodal, iar din 1900 a fost membru al Inspectoratului școlar diecezan și la Comisia școlară. Predă religia la clasele V-VIII în cadrul Liceului de stat din Gherla. În anul școlar 1905-1906, Petru Fabian a îndeplinit funcția de director al Școlii normale. A organizat, în calitate de președinte al despărțământului Gherla al Astrei, mari serbări consacrate împlinirii a 50 de ani de la înființare. A înființat „Reuniunea de cantori greco-catolici” din Gherla. A fost înmormântat conform dorinței sale la mănăstirea Bixadului.:pp.93-94

## Activitatea politică

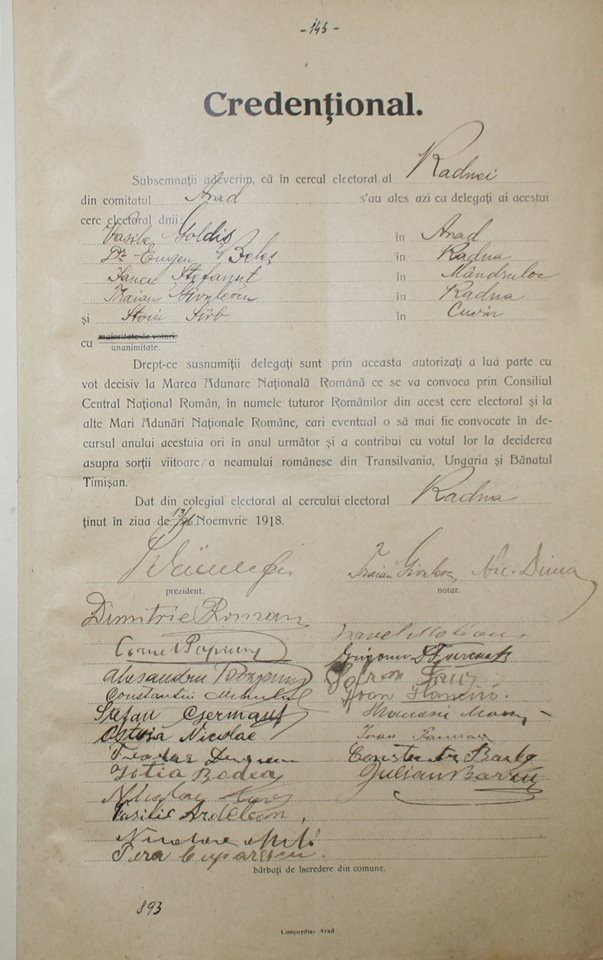
Credențional

A fost ales delegat al Institutului Pedagogic Diecezan Greco-Catolic român de băieți din Gherla la Marea Adunare Națională de la Alba-Iulia, unde a votat unirea Ardealului cu România, la 1 decembrie 1918.:p.93

## Recunoașteri
În martie 1906 a fost numit prin Decret imperial canonic prebendat la Capitul catedral. În 1915, episcopul Vasile Hossu l-a numit comisar episcopal la Preparandia de fete din Gherla. După Marea Unire, la 11 februarie 1924, a fost numit de Papa Pius al XI-lea ca prelat domestic.:p.94